# Enigma Engine
Enigma engine (còn gọi là Blitzkrieg engine) là một game engine do hãng Nival Interactive phát triển được dùng trong vài tựa game chiến thuật thời gian thực và bao gồm cả những game của họ như Blitzkrieg và Blitzkrieg 2. Những game sử dụng engine này gồm có Blitzkrieg (với một số tiện ích độc lập), Stalingrad, Cuban Missile Crisis: The Aftermath, Frontline: Fields of Thunder, World War I, Talvisota: Icy Hell và X-Team: Day of Freedom.
Cơ chế đồ họa cung cấp địa hình và những chi tiết dưới góc nhìn 3D thực tế bao gồm mùa màng, vùng khí hậu và điều kiện thời tiết có thể ảnh hưởng đến lối chơi. Cũng có cảnh đổ máu dù nó có thể bị ngừng hoạt động. Người chơi có khả năng xây dựng cầu phao, đào hào, đặt mìn, tiếp tế và các đơn vị sửa chữa hoặc gọi sự yểm trợ từ không quân nhưng chẳng có một nguồn tài nguyên nào có thể chiếm được trong game. Hầu như tất cả mọi thứ có thể bị phá hủy gồm các công trình và cầu đường. Những khu rừng đều có thể bị xe tăng hay pháo binh đốn ngã. Mỗi đơn vị quân của một quốc gia tương ứng đều nói ngôn ngữ riêng của mình và thêm vô rất nhiều cảm giác đắm chìm. Những phiên bản về sau của engine này đã từ bỏ góc nhìn đồ họa 2D để chuyển sang ủng hộ đồ họa 3D thật sự, tạo điều kiện cho tầm nhìn và tầm đạn trở nên thực tế hơn.